# レオポルディナ・フォン・ブラジリエン
レオポルディナ・フォン・ブラジリエン（ドイツ語：Leopoldina von Brasilien, 1847年7月13日 - 1871年2月3日）は、ザクセン＝コーブルク＝ゴータ公子ルートヴィヒ・アウグスト（ブルガリア王フェルディナントの兄）の妻。

## 生涯
ブラジル皇帝ペドロ2世と皇后テレサの次女として、リオデジャネイロで生まれた（ポルトガル語での全名はLeopoldina Teresa Francisca Carolina Micaela Gabriela Rafaela Gonzaga de Bragança）。レオポルディナとは、父方の祖母にあたるマリア・レオポルディナ・デ・アウストリアにちなむものである。ブラジル摂政を務めたイザベルは姉にあたる。
1864年12月15日、ルートヴィヒ・アウグストと結婚し、4子をもうけた。
- ペーター・アウグスト（1866–1934）
- アウグスト・レオポルト（1867–1922）
- ヨーゼフ・フェルディナント（1869–1888）
- ルートヴィヒ・ガストン（1870–1942）

1871年、レオポルディナはウィーンでチフスに罹患し急逝した。

ザクセン＝コーブルク・イ・ブラガンサ家の紋章